# 光輪寺 (足立区)
光輪寺（こうりんじ）は、東京都足立区にある新義真言宗の寺院。

## 歴史
1364年（貞治3年）に開山された。江戸時代は吉祥院住職の隠居寺となっていた。
現在の本尊は千手観音であるが、かつては観音菩薩であった。この観音菩薩は明治時代に吉祥院に移されたという。
元々は現在地よりも南西に位置していたが、大正期の荒川放水路の開削により、現在地に移転した。

## 交通アクセス
- 扇大橋駅より徒歩21分（経路案内）。